# St-Eugène-Ste-Cécile (Paris)

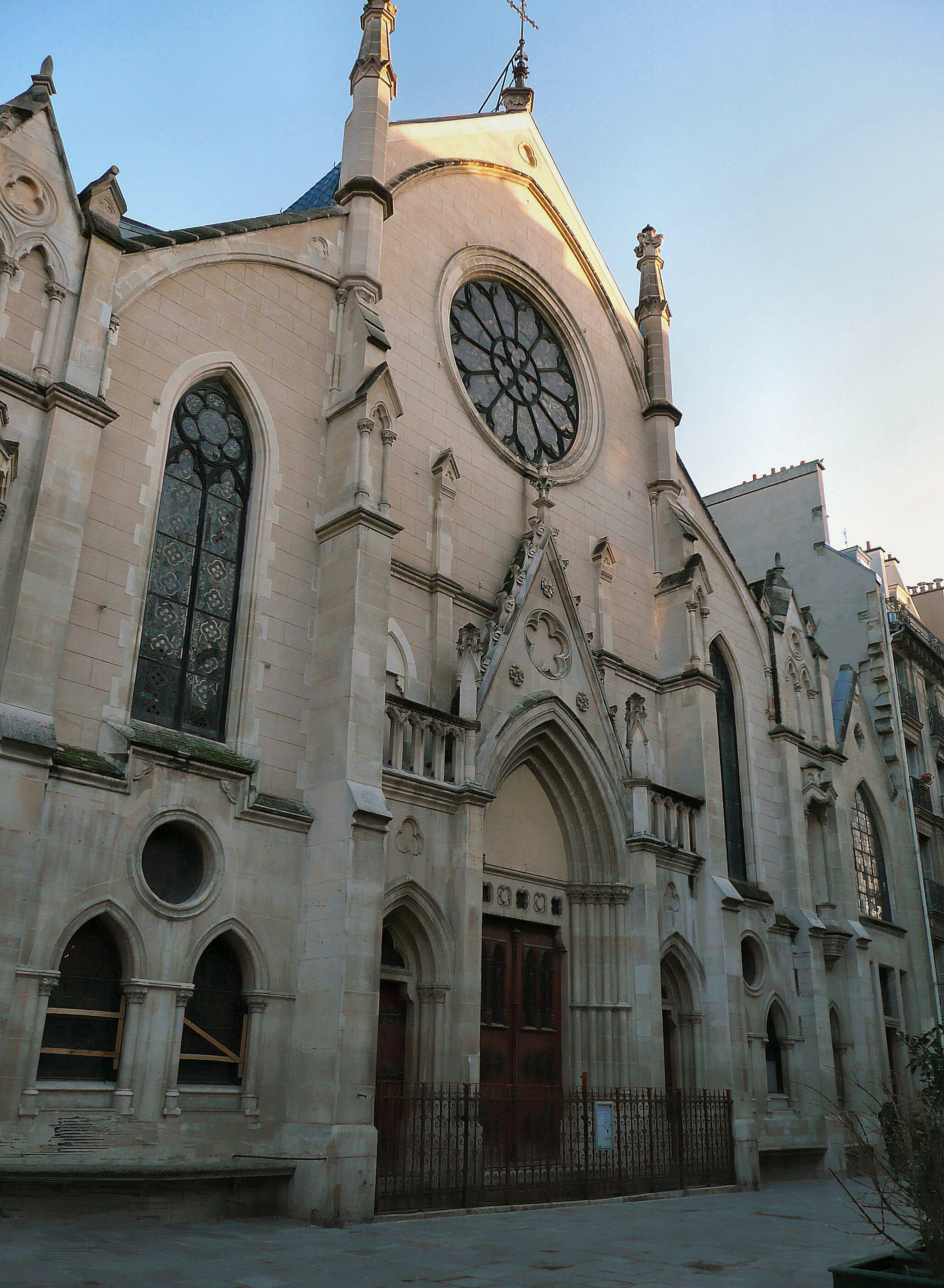
Katholische Pfarrkirche Saint-Eugène-Sainte-Cécile

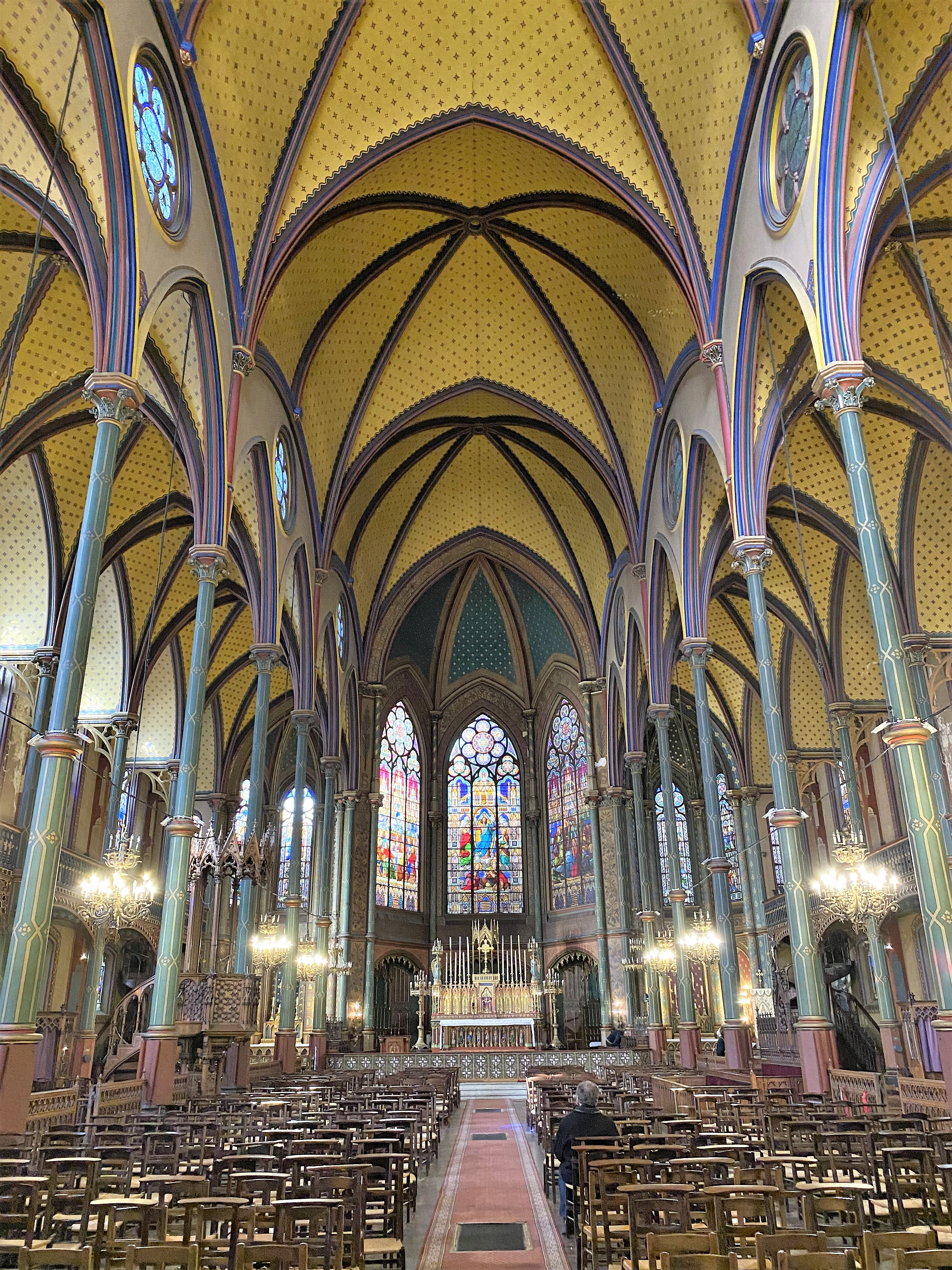
Kirchenschiff

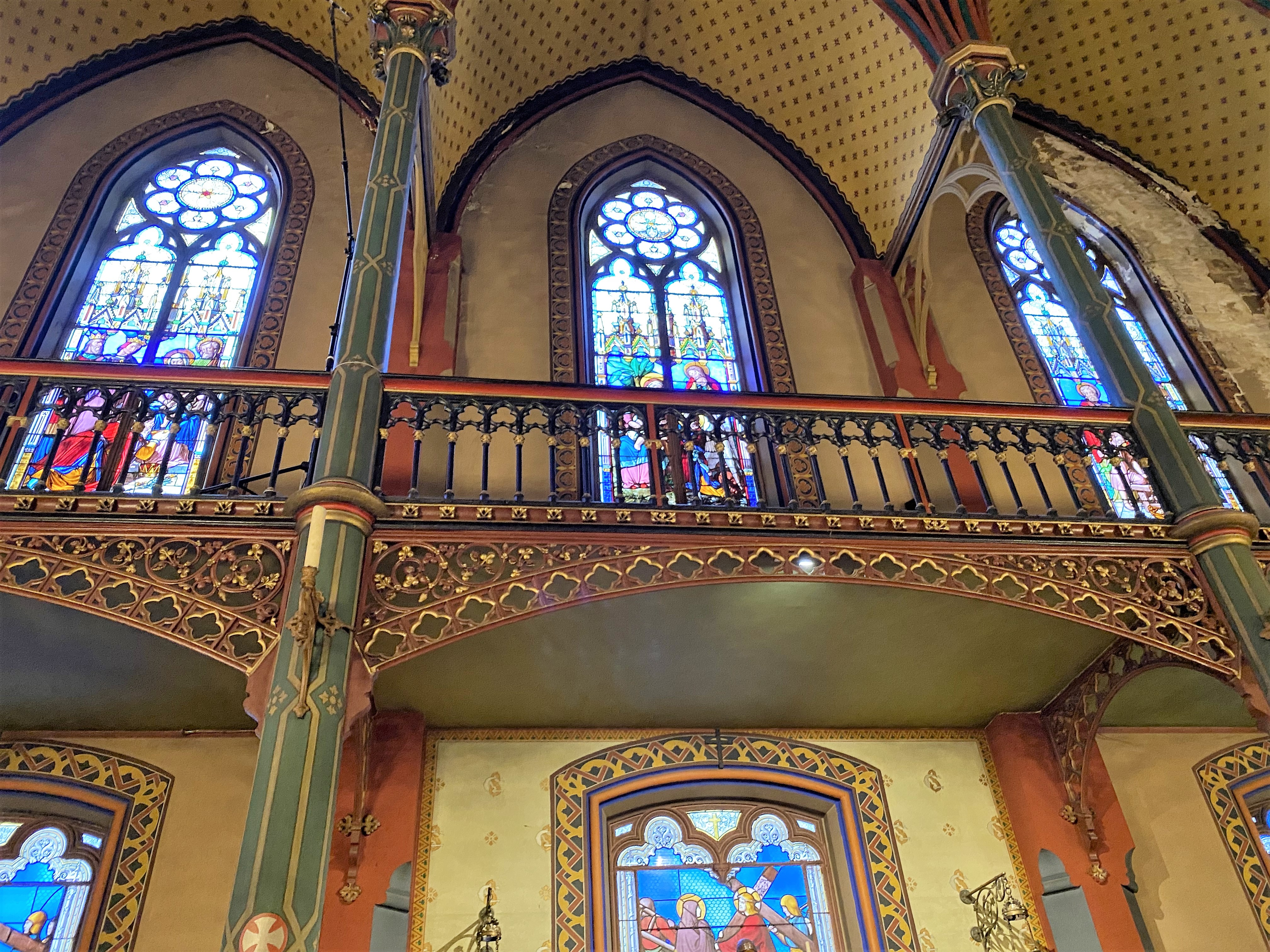
Detail der Kirchenwand mit Seitenemporen

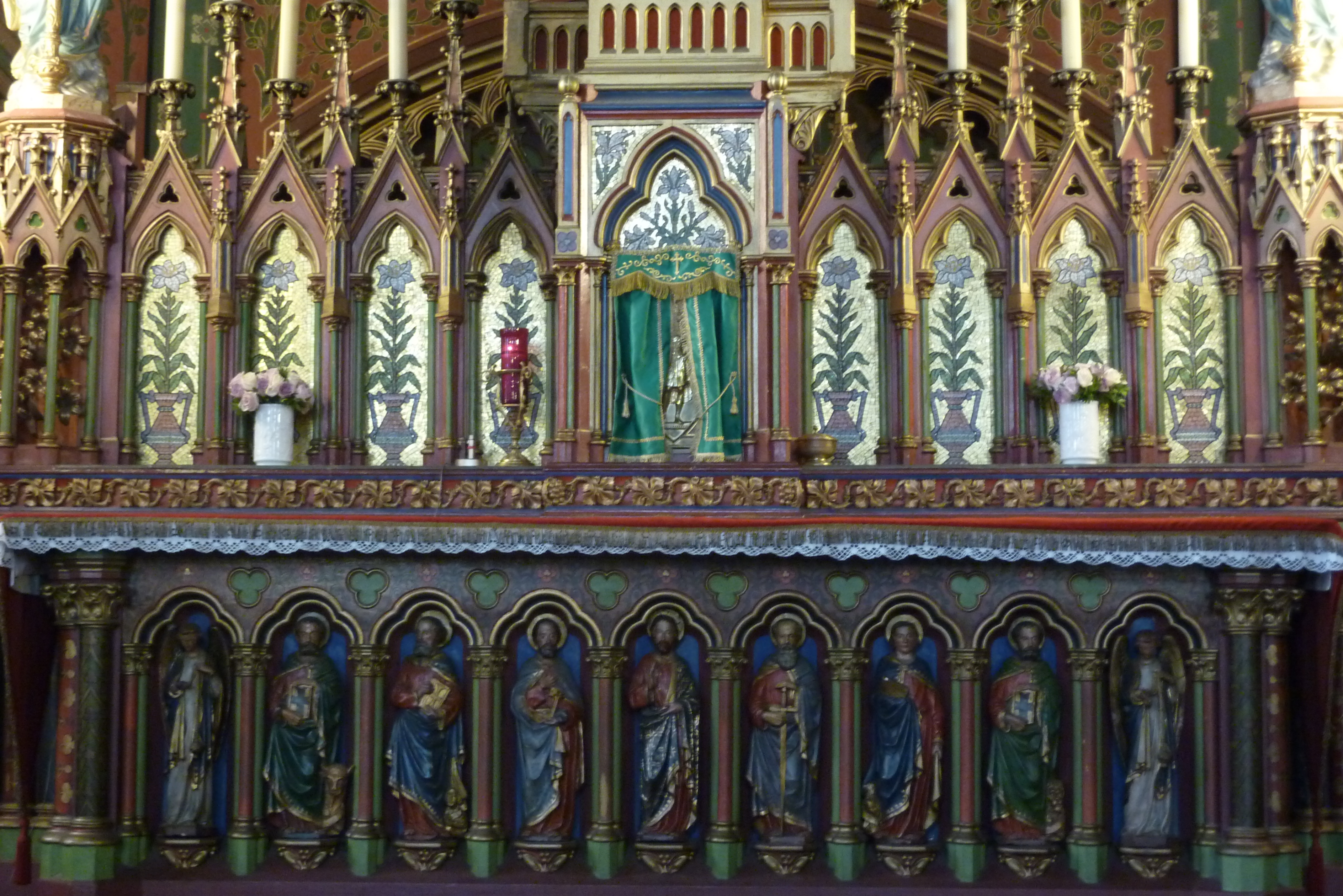
Detail Hochaltar

Die römisch-katholische Pfarrkirche Saint-Eugène-Sainte-Cécile wurde 1854 bis 1855 als erste Eisenkonstruktion eines Kirchenbaus in Frankreich errichtet. Sie befindet sich 4, rue du Conservatoire im 9. Arrondissement von Paris. Die nächste Métrostation ist Bonne Nouvelle der Linien 8 und 9.

## Geschichte
Die Kirche Saint-Eugène-Sainte-Cécile wurde 1854 bis 1855 nach den Plänen der Architekten Louis-Auguste Boileau (1812–1896) und Adrien-Louis Lusson (1788–1864) als Pfarrkirche der 1854/55 neu gegründeten Pfarrei Saint-Eugène im neogotischen Stil gebaut. Um Platz und Kosten zu sparen, wurde eine Stahlkonstruktion gewählt. Säulen und Gewölberippen sind aus Gusseisen gefertigt. Zu Ehren der Kaiserin Eugénie de Montijo (1826–1920) und zum Gedenken an ihre Hochzeit mit Napoleon III. im Jahr 1853 wurde sie dem hl. Eugenius von Toledo († 657), dem Bischof von Toledo, geweiht. 1857 fand in der Kirche die Hochzeit von Jules Verne mit Honorine de Viane statt.
1952 erhielt die Kirche zur Erinnerung an das Musikkonservatorium, das sich in der Rue du Conservatoire befand, als weiteres Patrozinium das der hl. Cäcilia (um 200–ca. 230), der Schutzheiligen der Musiker.
1983 wurde die Kirche in die Liste der französischen Kulturdenkmäler als Monument historique aufgenommen.

## Architektur

### Fassade
Die Eingangsfassade ist von Spitzbogenfenstern und Rosetten durchbrochen. Sie wird von Strebepfeilern gegliedert, die die Einteilung in Haupt- und Seitenschiffe, an die sich Kapellen anschließen, kennzeichnen. Das Portal ist als dreiteiliges Stufenportal mit schmucklosen Archivolten gestaltet und von einem mit Kreuzblumen verzierten Dreiecksgiebel bekrönt.

### Innenraum
Das Gebäude ist 50 Meter lang und 25 Meter breit. Die Höhe des Mittelschiffes beträgt 23 Meter, die Seitenschiffe haben eine Höhe von 15 Metern. Das dreischiffige Langhaus erstreckt sich über vier Joche. Spitzbogenarkaden auf schlanken, in die Höhe strebenden Säulen aus Gusseisen trennen das Hauptschiff von den Seitenschiffen. Sie erinnern an das Refektorium des ehemaligen Priorates St-Martin-des-Champs, das heute zum 3. Arrondissement von Paris gehört und als Bibliothek des Conservatoire National des Arts et Métiers genutzt wird. Das Hauptschiff ist mit einem Domikalgewölbe eingewölbt, die Seitenschiffe besitzen Kreuzrippengewölbe. Aufgrund der Eisenkonstruktion ist das Gewicht der Gewölbe und die Stärke der Wände reduziert, so dass auf die in der gotischen Architektur notwendigen Strebebögen verzichtet werden kann. Der Schub der Gewölbe wird von den schmalen Kapellen aufgefangen, die sich an die Seitenschiffe anschließen und über denen eine Empore aus Gusseisen verläuft. Ein Querhaus gibt es nicht.
Mauern, Säulen und Gewölbe sind vollständig bemalt. Die Ausmalung wurde 1982–1984 restauriert.
Der Hauptaltar besitzt farbig gefasste Skulpturen, die Jesus, die Apostel Petrus und Paulus darstellen sowie die vier Evangelisten und Engel mit Weihrauchgefäßen.

## Orgel

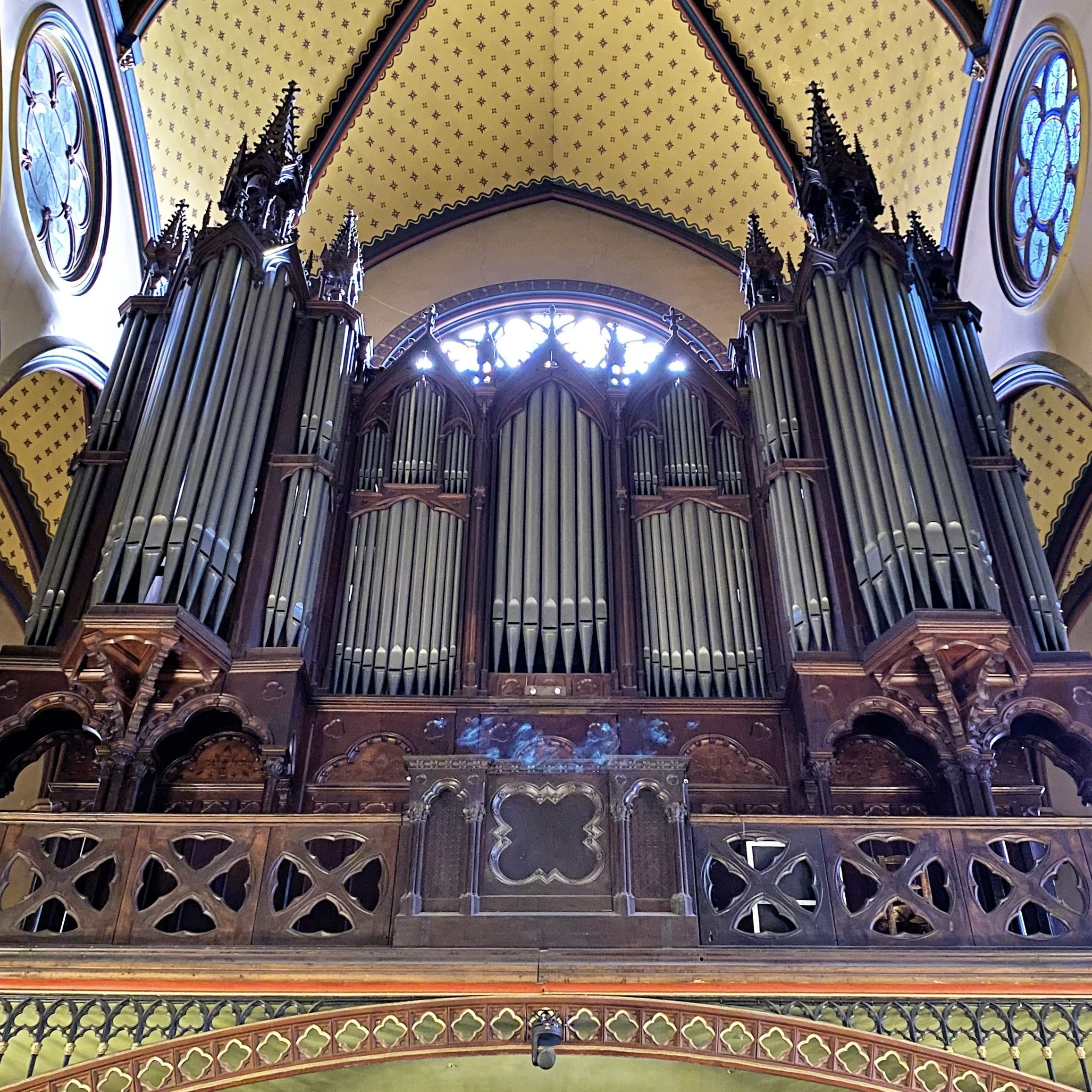
Merklin-Orgel

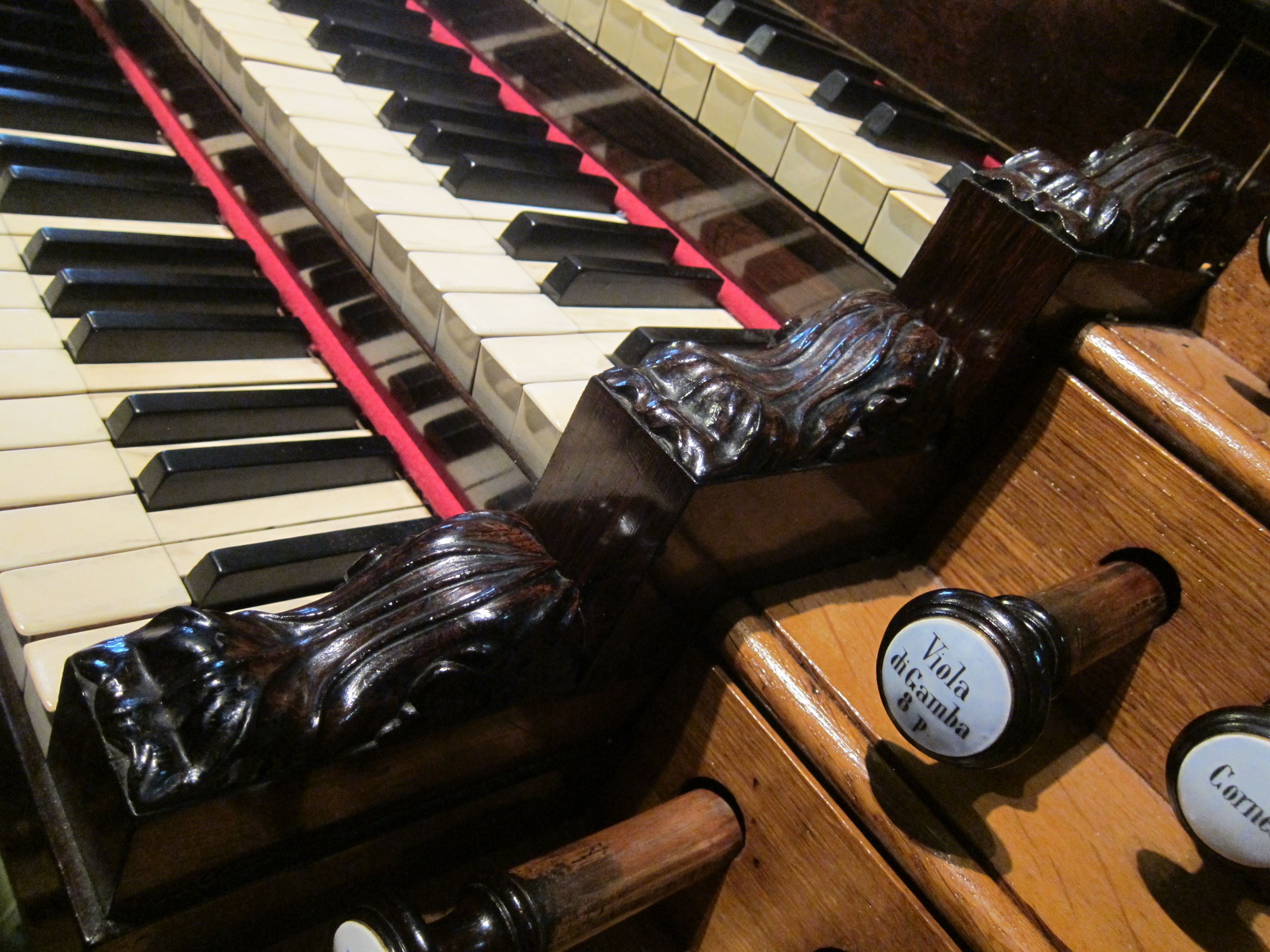
Detail des Spieltisches

Die Orgel wurde 1854/55 von Joseph Merklin und Friedrich Schütze geschaffen und 1995 und 2005 restauriert. Das Instrument im französischen Stil verfügt über zusätzliche Grundstimmen nach deutscher Art. Es hat 33 Register auf drei Manualen und Pedal, wobei die üblichen Trompetenregister des Grand-Orgue (Manual I) hier dem Positif (Manual II) zugeordnet sind. Die Traktur ist mechanisch, im Récit (Manual III) mit Unterstützung von Barkermaschinen.
| I Grand-Orgue C–f3 |                  |     |
| 1.                 | Bourdon          | 16′ |
| 2.                 | Principal        | 8′  |
| 3.                 | Montre           | 8′  |
| 4.                 | Flûte ouverte    | 8′  |
| 5.                 | Corne de chamois | 8′  |
| 6.                 | Flûte octaviante | 4′  |
| 7.                 | Prestant         | 4′  |
| 8.                 | Doublette        | 2′  |
| 9.                 | Plein Jeu IV     |     |

| II Positif C–f3 |           |     |
| 10.             | Dulciana  | 8′  |
| 11.             | Bourdon   | 8′  |
| 12.             | Prestant  | 4′  |
| 13.             | Octavin   | 2′  |
| 14.             | Bombarde  | 16′ |
| 15.             | Trompette | 8′  |
| 16.             | Clairon   | 4′  |

| III Récit expressif C–f3 |                  |     |
| 17.                      | Bourdon          | 8′  |
| 18.                      | Flûte harmonique | 8′  |
| 19.                      | Dolce            | 8′  |
| 20.                      | Viole de gambe   | 8′  |
| 21.                      | Flûte harmonique | 4′  |
| 22.                      | Salicional       | 4′  |
| 23.                      | Cornet II-IV     |     |
| 24.                      | Cor anglais      | 16′ |
| 25.                      | Trompette        | 8′  |
| 26.                      | Voix humaine     | 8′  |
|                          | Tremblant        |     |

| Pédale C–f1 |             |     |
| 27.         | Contrebasse | 16′ |
| 28.         | Soubasse    | 16′ |
| 29.         | Flûte       | 8′  |
| 30.         | Flûte       | 4′  |
| 31.         | Bombarde    | 16′ |
| 32.         | Trompette   | 8′  |
| 33.         | Clairon     | 4′  |

## Bleiglasfenster

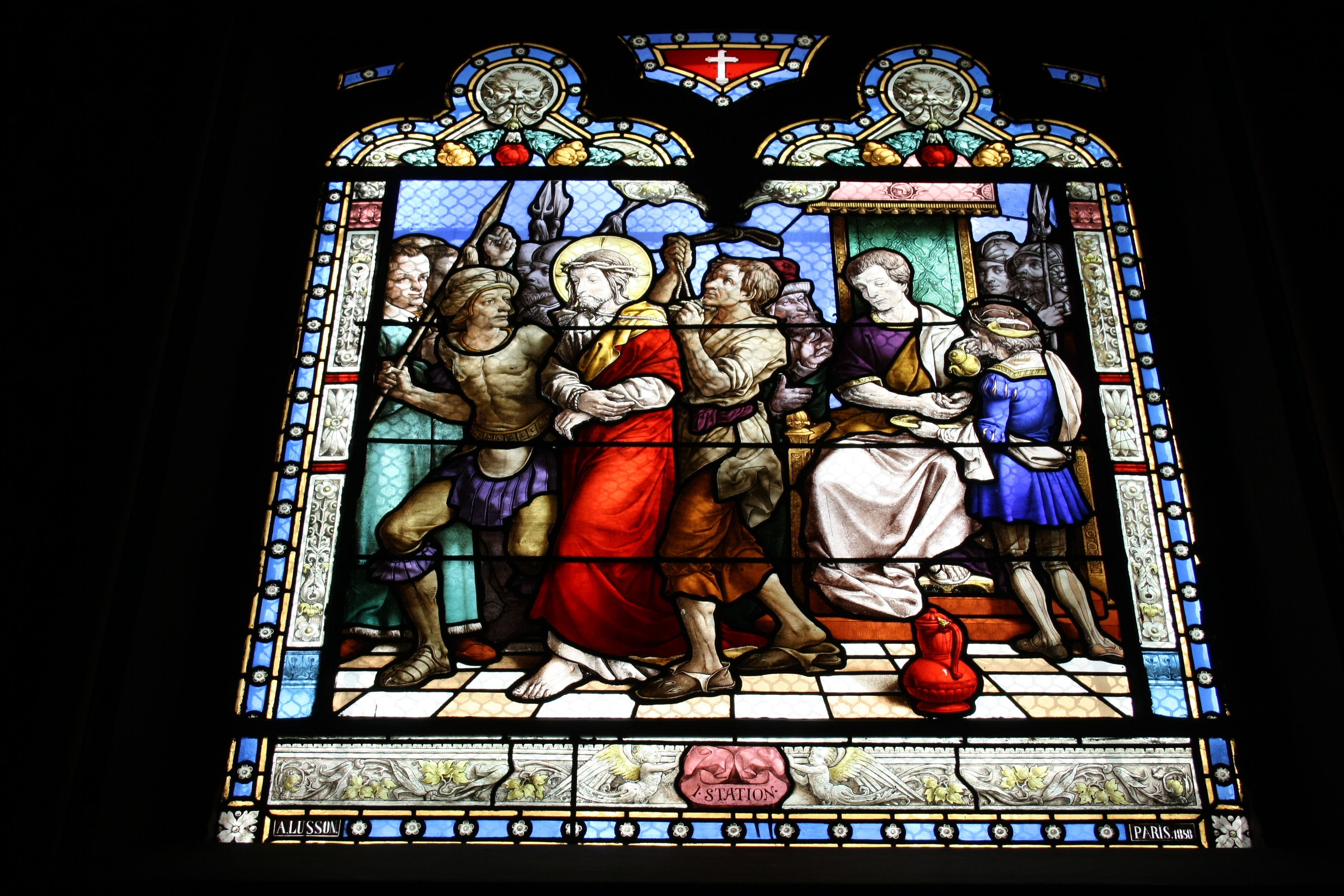
Kreuzweg

Auf den Bleiglasfenstern der Seitenschiffe werden die vierzehn Stationen des Kreuzwegs dargestellt.
Das Fenster mit der Darstellung des Pontius Pilatus und der Verurteilung Jesu, der ersten Station des Kreuzwegs, stammt von Antoine Lusson. Die anderen Fenster wurden von Eugène-Stanislas Oudinot (1827–1889) nach Kartons von Jean-Alfred Gérard-Séguin (1808–1875) angefertigt.
Die Fenster des Obergadens stammen von Gaspard Gsell (1814–1904). Sie stellen Szenen aus dem Leben Jesu dar, wie die Begegnung mit der Ehebrecherin oder der Verrat des Judas. Auch die großen Fenster im Chor wurden von Gaspard Gsell geschaffen. Sie stellen die Transfiguration dar sowie das letzte Abendmahl und Jesus und die Jünger im Garten Gethsemani vor der Gefangennahme Jesu.